# Adam Viktor von Vegesack
Adam Viktor von Vegesack, född 12 april 1820 i Stockholm, död där 18 maj 1895, var en svensk friherre, arméofficer och topograf.
Adam Viktor von Vegesack var son till Ernst von Vegesack i hans första gifte med Catharina Gunilla Arenander. Fadern dömdes till landsflykt för högmålsbrott 1833 samma år som von Vegesack antagits som kadett vid Krigsakademien, men erhöll rean två år senare tillstånd att återvända till Sverige. 1837 utnämndes von Vegesack till underlöjtnant vid Älvsborgs regemente, erhöll 1838 transport till Livbeväringsregementet, utexaminerades från Högre artilleriläroverket 1841, blev generalstabsofficer 1844 och transporterades som löjtnant till Topografiska kåren 1848. Han blev major i kåren 1861 och vid kåren 1867, överstelöjtnant i armén 1868, överste i och befälhavare för Topografiska kåren 1871 och överste vid den nyuppsatta Generalstaben 1873. Här var han avdelningschef vid topografiska avdelningen 1874–1883 och tillförordnad chef för staben under 1878. Vegesack lade ned ett värdefullt arbete på det topografiska området. Bland annat ledde han 1865–1867 mätningar i Småland, 1868–1869 uppmätningen av Mälardalen och 1870–1871 rekognosceringen i Jönköpings och Kalmar län. Han var 1877–1878 ledamot av kartverkskommittén och 1880 av kommittén för de allmänna kartarbetena samt ordförande i kommittén för ordnande av svenska avdelningen vid geografiska kongressen i Paris 1875. 1859 blev Vegesack ledamot av Krigsvetenskapsakademien.